# Тончу (Муреш)
Тончу (рум. Tonciu) — село у повіті Муреш в Румунії. Входить до складу комуни Ферегеу.
Село розташоване на відстані 286 км на північний захід від Бухареста, 26 км на північ від Тиргу-Муреша, 72 км на схід від Клуж-Напоки, 149 км на північний захід від Брашова.

## Населення
За даними перепису населення 2002 року у селі проживали 835 осіб.
Національний склад населення села:
| Національність | Кількість осіб | Відсоток |
| -------------- | -------------- | -------- |
| цигани         | 610            | 73,1%    |
| угорці         | 165            | 19,8%    |
| румуни         | 60             | 7,2%     |

Рідною мовою назвали:
| Мова      | Кількість осіб | Відсоток |
| --------- | -------------- | -------- |
| циганська | 601            | 72,0%    |
| угорська  | 173            | 20,7%    |
| румунська | 61             | 7,3%     |